# Ximena Valero
Jimena del Carmen Valero Jarillo, nacida en México, D.F. el 26 de mayo de 1977, y conocida como Ximena Valero es una diseñadora de moda mexicana, y la ganadora del International Award for Designer of the Year for Excellence in Evening Wear of Miami's Fashion Week de 2007. Se hizo un nombre en Tijuana y actualmente vive y trabaja en Los Ángeles.

## Biografía
Nació en México, D.F. el 26 de mayo de 1977. Es hija del doctor José L. Valero Salas, Cirujano Plástico, y de Carmen Jarillo Yáñez, maestra de escuela. En 1982 se trasladaron a vivir a Tijuana.
Empezó a estudiar moda y costura en Tijuana a la edad de 8 años durante las vacaciones escolares, por influencia de su madre. Desde ese momento, el diseño de moda se convirtió en su pasión, lo que le llevó a estudiar moda en el Fashion Institute of Design and Merchandising, en las cercanías de San Diego.
Empezó diseñando ropa femenina en su primer taller en Tijuana a finales de los 90. En 1999 conoce al fotógrafo Seth Sabal con el que se trásladó a San Diego y posteriormente se casaría en 2001. La pareja se traslada a Nueva York donde fundan un estudio fotográfico, Sabal's fashion photography studio.
Fue presentada a Grace Nichols, jefe ejecutivo de Victoria Secret, por un empleado de su estudio. Ella se ofreció para colaborar con la firma y empezó a trabajar como aprendiz en el departamento de diseño de Victoria's Secret & Limited Brands. Después de que los 4 meses de prácticas terminaron, comenzó a trabajar como diseñadora free-lance en Nueva York, donde colaboró en la prestigiosa Fashion Week Spring/Summer 2006, presentando las Nuevas caras de Elite Model Management.
Sabal y Valero se divorciaron en 2006; ella se trasladó de nuevo al área de Tijuana-San Diego. Durante los dos siguientes años, desarrolla nuevos diseños incorporando el look de Frida Kalhlo a sus creaciones de ropa y diseñando también zapatos femeninos y vestidos para mascotas.
En 2007 se traslada a Los Ángeles, lugar donde está su actual taller y sala de exposiciones. Durante 2007 y 2008, participa en varios Fashion Week en Latinoamérica y los Estados Unidos y fue la ganadora del premio de Diseñador del Año en Trajes de Noche, otorgado por el Miami Fashion Week 2007. El 14 de octubre de 2008 fue señalada como uno de los 15 miembros del Paseo de la Fama de Tijuana, seleccionada por la Cámara Nacional de Comercio presidida por el magnate de Tijuana José Galicot.
Su mayor contribución a la moda en 2009 fue la llamada "Moda Transformable". Se trata de prendas de ropa que pueden ser llevados en diferentes composiciones. En 2010, se duplican las posibilidades de transformar su moda, al crear la "Moda Transformable-Reversible", al combinar una prenda con un color de frente y otro de fondo.
Ximena ha consolidado su prestigio internacional a través de la presentación de sus colecciones en Tokio, Nueva York, Los Ángeles, Miami, así como en Paraguay, México y el Caribe.
El 15 de octubre de 2014, aparece en el Google+ Fashion 2014.

## Personalidades vestidas por Ximena Valero
Ximena Valero ha vestido entre otras a Paulina Rubio,, Alejandra Guzmán, Lorena Rojas, Jessica Alba,, Alicia Keys y Ana de la Reguera. Asimismo, supermodelos como Tiiu Kuik, Julia Dunstall, Cintia Dicker, Juliana Imai, Zuleyka Rivera Ciara y Daniela Kosan han lucido sus diseños.